# All Aboard the Blue Train
All Aboard the Blue Train è il quattordicesimo album del cantante country Johnny Cash ed è il suo quinto album ad essere pubblicato dalla Sun Records. Fu originariamente pubblicato il 15 novembre 1962 ed è stato ripubblicato il 9 settembre 2003, dall'etichetta Varese Sarabande, con sei bonus track. Tre delle bonus track, Train of Love, Give My Love to Rose e Hey Porter, sono differenti versioni di brani già presenti nell'album, mentre le rimanenti tre sono demo rari o inediti negli USA.

## Descrizione
Il tema centrale dell'album è costituito dall'infelicità (in inglese blues, aggettivo blue) dovuta ad una delusione amorosa e da storie riguardanti treni o ferrovie. I brani inerenti alla prima tematica sono There You Go, rassegnato discorso diretto in cui Cash si rivolge direttamente alla sua fidanzata, che lo ha lasciato per un altro uomo, accusandola di avere un cuore volubile e di saper solamente spezzare cuori e raccontare bugie, So Doggone Lonesome, dove stavolta Cash, sebbene abbia tentato, non si rassegna all'addio dell'amata, e Goodbye Little Darlin' Goodbye, classico country di Gene Autry e Johnny Marvin, sempre incentrato sul tema del distacco.
I brani inerenti alla tematica treni-ferrovie sono, invece, The Wreck of the Old '97, un classico che parla del disastro del vecchio '97, un treno postale famoso per la sua puntualità che, viaggiando ad eccessiva velocità per recuperare un leggero ritardo, deragliò in occasione di una curva e cadde in un burrone ribaltando la locomotiva ed uccidendo nove delle persone che si trovavano a bordo, Folsom Prison Blues, brano originale di Johnny Cash che narra di un uomo, detenuto per omicidio, che sente giungere un treno nei pressi della prigione e comincia a ripensare al perché ha ucciso e come sarebbe stupendo riassaporare la libertà, pur sapendo che non succederà mai, Hey Porter, che narra di un passeggero di un treno (in realtà lo stesso Cash di ritorno da un viaggio in Europa) impaziente di tornare a casa, Rock Island Line, cover del popolare pezzo dell'artista blues Leadbelly, che narra di una storia umoristica, inventata, che prende luogo appunto sulla linea ferroviaria "Rock Island and Pacific Railroad" di Chicago, conosciutissima negli Stati Uniti, ed infine (I Heard That) Lonesome Whistle, cover del countryman Hank Williams, che parla delle giornate vissute da un prigioniero, che hanno come comune denominatore l'odersi del fischio di un treno solitario in lontananza.
D'altro lato i brani Give My Love to Rose, dove un uomo morente chiede a colui che l'ha trovato di dire a sua moglie che l'ama, Blue Train, che dà il titolo all'album, e Train of Love, che parla di un ipotetico treno dell'amore che lascia la stazione senza aver portato indietro l'amata, rappresentano una commistione dei due temi dominanti dell'album, dato che, in essi, il distacco avviene sulle ferrovie o le ferrovie sono il luogo dove si cerca distrazione e svago dalla delusione d'amore, come nel caso della title track.
Rappresenta invece un'eccezione ad entrambe le tematiche il brano Come in Stranger, dato che, in esso, non si parla di treni bensì di un vagabondo in visita in una casa che si trova sul suo cammino, dove la padrona, che aveva già avuto modo di vederlo precedentemente, coglie l'occasione per confessargli il suo amore e dirgli che ha sentito la sua mancanza per tutto il tempo in cui è stato via.
Data la scelta di brani con tematica simile, il disco viene considerato un concept album.

## Tracce
1. There You Go – 2:19 (Johnny Cash)
2. So Doggone Lonesome – 2:44 (Johnny Cash)
3. The Wreck of the Old '97 – 1:48 (Norman Blake, Bob Johnson arr. da Johnny Cash)
4. Give My Love to Rose – 2:46 (Johnny Cash)
5. Folsom Prison Blues – 2:51 (Johnny Cash)
6. Blue Train – 2:03 (Billy Smith)
7. Hey Porter – 2:15 (Johnny Cash)
8. Come in Stranger – 1:43 (Johnny Cash)
9. Goodbye Little Darlin' Goodbye – 2:15 (Gene Autry, Johnny Marvin)
10. Rock Island Line – 2:03 (Leadbelly)
11. Train of Love – 2:24 (Johnny Cash)
12. (I Heard That) Lonesome Whistle – 2:26 (Hank Williams, Jimmie Davis)

### Tracce bonus
1. Train of Love – 2:38 (Johnny Cash)
2. Give My Love to Rose – 2:54 (Johnny Cash)
3. Hey Porter – 2:13 (Johnny Cash)
4. Leave That Junk Alone – 1:31 (Johnny Cash)
5. You're My Baby (Little Whoolly Booger) – 1:31 (Johnny Cash)
6. Brakeman's Blues – 1:18 (Jimmie Rodgers)

## Formazione
- Johnny Cash – voce, chitarra
- Al Casey – chitarra
- Luther Perkins – chitarra elettrica
- Marshall Grant – basso

### Altri collaboratori
- Sam Phillips – produttore
- Jack Clement – produttore
- Cary E. Mansfield – produttore per la riedizione
- Bill Dahl – note, produttore per la riedizione
- Dan Hersch – rimasterizzazione digitale
- Bill Pitzonka – direzione artistica, design